# Erin Chambers
Erin Chambers est une actrice américaine née le 24 septembre 1979 à Portland, dans l'Oregon (États-Unis).

## Biographie
Elle est mariée depuis 2002 avec Carson Mc Kay. Elle a fait ses études à l'Université Brigham Young et vit à Los Angeles.

## Filmographie

### Cinéma
- 1995 : Si tu tends l'oreille : High School Student (voix)
- 1995 : Sauvez Willy 2 : amie de Julie (non-créditée)
- 1999 : Mes voisins les Yamada : Department Store Clerk (voix)
- 2000 : Blast : Nori
- 2001 : Ricochet River : Rhonda Rheinbeck
- 2002 : Le Royaume des chats : voix additionnelles
- 2006 : Happy Feet : voix additionnelles
- 2007 : Tears of a King : Priscilla Presley
- 2007 : Heber Holiday : Jodi
- 2007 : The Singles 2nd Ward : Christine
- 2007 : Alvin et les Chipmunks (Alvin and the Chipmunks) : Press Coordinator
- 2008 : The Errand of Angels : sœur Taylor
- 2011 : Heaven's Rain : Nicole
- 2012 : Nesting : Katie
- 2016 : Saturn Returns : Sienna

### Télévision

#### Téléfilm
- inconnu : Paging Dr. Freed : Stephanie
- 1999 : Ne regarde pas sous le lit (Don't Look Under the Bed) : Frances Bacon McCausland
- 1999 : Le Suppléant 3 : Que le meilleur gagne (The Substitute 3: Winner Takes All) : Terri
- 2007 : Spellbound : Barbara
- 2008 : Murder 101: New Age : Madison

#### Série télévisée
- 2004 : La Vie avant tout (Strong Medicine) (saison 4, épisode 18 : Vivre libre) : Madison
- 2004 : Drake et Josh (Drake & Josh) (saison 1, épisode 05 : Premier flirt) : Kathy
- 2004 : Les Experts (CSI: Crime Scene Investigation) (saison 4, épisode 19 : Le Dernier Mot) : Molly Zimmerman (non-créditée)
- 2004 : Le Monde de Joan (Joan of Arcadia) (saison 1, épisode 21 : Miroir, mon beau miroir) : Majorette God
- 2004 : Stargate Atlantis (Stargate: Atlantis) : Sora 
  - (saison 1, épisode 08 : Apparences)
  - (saison 1, épisode 10 : En pleine tempête (1/2))
  - (saison 1, épisode 11 : En pleine tempête (2/2))
- 2004 - 2008 : Des jours et des vies (Days of Our Lives) : Lacey Hansen / Lacey Hanson
  - (saison 1, épisode 9767)
  - (saison 1, épisode 10929)
  - (saison 1, épisode 10930)
  - (saison 1, épisode 10932)
- 2005 : Veronica Mars (saison 1, épisode 17 : Kane et Abel) : Amelia DeLongpre
- 2006 : Urgences (ER) (saison 12, épisode 18 : La Vie à deux) : Brooke Sawyer
- 2006 : Standoff : Les Négociateurs (Standoff) (saison 1, épisode 01 : La Fissure) : Krista
- 2006 : Les Experts : Manhattan (CSI: NY) (saison 3, épisode 08 : Trois kilos de moins) : Verna Welke
- 2007 : Close to Home : Juste Cause (Close to Home) (saison 2, épisode 15 : Désir d'enfant) : Amy Lewis
- 2007 : Bones (saison 3, épisode 04 : Partenaires) : Kat Curtis
- 2008 : FBI : Portés disparus (Without a Trace) (saison 6, épisode 12 : Blessures de guerre) : Laura Richards
- 2009 : Cold Case : Affaires classées (Cold Case) (saison 7, épisode 01 : La Comtesse) : Darcy Curtis en 1966
- 2009 : La Tempête du siècle (mini-série) : Carly Meyers
- 2009 : Médium (Medium) : Julie Snowden
  - (saison 5, épisode 13 : Le Bon…)
  - (saison 5, épisode 14 : La Brute…)
  - (saison 5, épisode 15 : …Et l'Innocent)
- 2009 : 10 Items or Less (en) (saison 3, épisode 21 : Sesquicentennial) : Mary Lou
- 2010 : Ghost Whisperer (saison 5, épisode 18 : Enquête posthume) : Sherry
- 2010 : Miami Medical (saison 1, épisode 02 : 88 secondes) : Kate Prentice
- 2010 - 2011 : Hôpital central (General Hospital) (123 épisodes) : Siobhan Mc Kenna Spencer
- 2012 : The Glades (saison 3, épisode 09 : Islandia) : Meghan Connor
- 2012 : Castle (saison 4, épisode 18 : Danse avec la mort) : Suzanne Steiner
- 2013 : Scandal : Mara
  - (saison 3, épisode 01 : Quand la vérité éclate)
  - (saison 3, épisode 05 : La Vérité sur Remington)
- 2013 : Les Feux de l'amour (The Young and the Restless) (19 épisodes) : Melanie Daniels
- 2013 : NCIS : Los Angeles (saison 4, épisode 14 : La Force adverse) : Jenna Parish
- 2014 : Reckless : La Loi de Charleston (Reckless) (saison 1, épisode 03 : L'Arrangement) : Susie Knox
- 2014 : Rizzoli and Isles (saison 5, épisode 01 : Un nouveau départ) : Caitlin MacCarthy
- 2015 : Finding Carter : Hillary
  - (saison 2, épisode 03 : Rupture)
  - (saison 2, épisode 04 : Enfants parents)
  - (saison 2, épisode 05 : Examen de conscience)
  - (saison 2, épisode 08 : Retour aux sources)
  - (saison 2, épisode 10 : Rumeurs insidieuses)

## Jeu vidéo
- 2011 : L.A. Noire : Heather Swanson (voix)